# Louis Rosoor (organiste)
Pour les articles homonymes, voir Louis Rosoor et Rosoor.
Louis Aimé Joseph Rosoor est un organiste né le 25 mai 1850 à Tourcoing et décédé le 8 mars 1918 à Tournai.

## Biographie
Louis Rosoor est certainement à bonne école puisqu'il est un des fils de Jean-Louis Rosoor. Nommé dès 1866 organiste de l'église Notre-Dame de sa ville natale, il poursuit ses études d’orgue à Bruxelles sous la direction d'Alphonse Mailly et y obtient un accessit en 1872 puis, à l'unanimité, un premier prix en 1873. Il apprend la composition, l’harmonie et le contrepoint avec François-Auguste Gevaert, Victor Delannoy et Maurice Rufferath. Il est ainsi condisciple d’Edgar Tinel.
Il devient titulaire du grand orgue de la Cathédrale de Tournai en 1874, conservant sa charge jusqu'en 1916. Il est nommé Officier de l'Instruction Publique en 1902.
Professeur de piano et d'orgue à Tournai, il y est également titulaire de l'orgue de la chapelle-paroisse Notre-Dame et, à partir de 1910, membre de la Commission de l'Académie de Musique.
Il dirige, de 1881 à 1907, les Crick-Sicks, orphéon créé par son père dont Jules Massenet devient Président d'honneur en 1886.
Il est Directeur du Journal Musical mensuel Anciens et Modernes publié aux Editions Rosoor-Delattre de novembre 1893 à au moins septembre 1904.
Il compose également: une messe pour voix mixtes et orchestre, une sonate pour piano et violon, une ouverture pour orchestre, plusieurs cantates, trois grands chœurs à 8 voix, une ode symphonique (Tournai), un poème lyrique(Océan) ainsi que des pièces pour orgue ; œuvres dont certaines partitions ont été conservées.
Il est le dédicataire de Prélude et Fugue, pour orgue, de Nicolas Daneau.
Il est reconnu comme interprète, chef de chœur ou compositeur par des musiciens comme Eugène Ysaÿe, Julien Koszul ou Jules Massenet, ce dernier étant d’ailleurs parfois Président du jury du Concours international d’Orphéon (e.g. en 1886) dont Gustave Charpentier et Edgar Tinel en 1892 et André Messager en 1902 sont, eux aussi, membres.

## Œuvres
- Salut à la Belgique : chœur ; musique de Louis Rosoor sur un poème de Paul Déroulède (Centre d'Histoire Locale de Tourcoing).
- Messe Solennelle (Kyrie et Gloria) pour voix d'hommes et orchestre (Centre d'Histoire Locale de Tourcoing).
- Orchestration de la messe Exultate Deo de Johann Gustav Eduard Stehle (Kyrie, Gloria, Credo, Sanctus, Benedictus & Agnus) (Centre d'Histoire Locale de Tourcoing).
- Communion et Canzone (1912) in J. Joubert, les Maîtres contemporains de l'orgue, Vol. 3.
- Trait de Plume - Chanson masurk, pièce pour piano composée en 1881[24].
- L'Océan : pour chœur et orchestre ; musique de Louis Rosoor sur des paroles de J. Ghysen, autographe imprimé chez Vasseur frères, Tournai, 1889 ; œuvre créée le samedi 21 décembre 1889 à Tournai (Halle-aux-Draps)[25], également exécutée à Tourcoing par les Crick-Sicks[10] le 2 avril 1894[26] (Partitions de trois des quatre voix - partition de la voix de basse lacunaire - conservées au Centre d'Histoire Locale de Tourcoing).
- Amour et Patrie : chœur ; musique de Louis Rosoor sur des paroles de Réverdy, Tourcoing : Rosoor-Delattre, 1892 (Bibliothèque du Conservatoire royal de Bruxelles - hors catalogue : ref. 13.119).
- Noël : pour voix et piano ou orgue (trois couplets) ; partition (piano) publiée dans Le Mois N° 26 (Décembre 1910) conservé à la Médiathèque André Malraux (Tourcoing) et aux Archives municipales de Tourcoing ainsi que, avec une partition (orgue), dans le volume de 1893 d'Anciens et Modernes  conservé à la  Médiathèque André Malraux (Tourcoing).
- Cantate Patriotique - 18 mai 1794 ; musique de Louis Rosoor sur un texte[27] de Joseph Pierson ; chantée le dimanche 20 mai 1894 lors des célébrations du centenaire de la bataille de Tourcoing (18 mai 1794).
- Souvenir d'enfance, Mazurka pour piano à 4 mains ; partition publiée dans le N° d'Octobre 1896 de la revue Anciens et Modernes[28] et conservée au Centre International Albert Roussel.
- Tournai, musique pour chœur et orchestre composée pour la pièce d'ombre[10] éponyme créée le dimanche 30 octobre 1898 à Tournai (Halle-aux-Draps)[25] où elle fut redonnée le 25 mars 1899[25] ; œuvre également exécutée les dimanches 4 février 1900[25] au collège Notre Dame de Tournai et 9 décembre 1906[25] à la Halle-aux-Draps (Tournai) - avec deux pianos.
- Waterloo : scène chorale : pour orphéon sur des paroles de Jules Rosoor ; Tourcoing : Rosoor-Delattre, 1902 (Bibliothèque nationale de France et Bibliothèque du Conservatoire royal de Bruxelles - hors catalogue : ref. 13.120).
- Sinite Parvulos : chœur à quatre voix d'hommes - 28 mai 1906 (Centre d'Histoire Locale de Tourcoing).
- Chant corporatif à Saint Eloi : cantate pour piano (ou orgue), baryton solo et chœur à quatre voix d'hommes ; Grav. et Imp. de Musique, Rosoor-Delattre, Tourcoing (Nord) (Bibliothèque de Tournai). Œuvre créée le lundi 2 décembre 1907 à l'église Notre-Dame (Tournai)[25] où elle fut également exécutée les années suivantes[25] en clôture de la messe célébrant la Saint-Eloi[29].
- L'Ange gardien, pour voix et piano ; partition publiée dans Le Mois N° 6 (Avril 1909) conservé à la Médiathèque André Malraux (Tourcoing) ainsi qu'aux Archives municipales de Tourcoing.